# Cá nác hoa
Cá nác hoa (Danh pháp khoa học: Boleophthalmus pectinirostris) là một loài cá trong họ Oxudercidae chúng là là loài nước lợ, phân bố chủ yếu ở bãi triều cửa sông, lạch, tại ven biển. Cá có chất lượng thịt thơm ngon.

## Đặc điểm

### Mô tả
Cá nác hoa có kích thước nhỏ. Cơ thể không có vẩy, hình thuôn dài, nhẵn bóng, đầu to hơn thân không nhiều, có 2 mắt lồi lên phía trên đầu trông như mắt ếch. Thân và vây cá có màu nâu đất và điểm những chấm màu xanh nhạt nên được gọi là cá nác hoa. Vây lưng được chia làm 2 phần, phần trước phát triển hơn phần sau, khi dựng lên trông như cánh buồm. Miệng cá rộng, mang phồng to. Sau 1 tháng chúng có thể đạt cỡ 1,5 cm, cá một năm tuổi có chiều dài 13 cm, trọng lượng 13 - 15 g.

### Tập tính
Cá nác hoa phân bố dọc theo các bãi lầy ở cửa sông, không ngập quá 2 m nước. Loài cá này sinh sống trong hang hốc ở bãi lầy. Khi thủy triều xuống thì cá chui ra, nhất là những ngày nắng ráo để kiếm ăn. Cá có khả năng di chuyển trên mặt bùn khá nhanh, gần như chạy nhảy. Nhờ khả năng hô hấp đặc biệt, chúng có thể sống được cả trên cạn và dưới nước. Cá nác hoa thường đào hang trú ẩn ở các lùm cây, kẹt rễ um tùm, hang sâu với nhiều ngóc ngách.
Cá rất nhanh nhẹn trong việc trốn thoát khỏi sự tấn công của kẻ thù. Khi gặp nguy hiểm, cá đực sẽ bảo vệ hang của nó bằng cách di chuyển, há ngoác miệng và giương vây để đe dọa địch thủ. Đây là một loài cá ăn tạp, nghiêng về động vật và có thói quen tranh giành thức ăn.Khi còn nhỏ, cá nác hoa sử dụng thức ăn là động thực vật phù du, mùn bã hữu cơ, khi lớn ăn các loài giáp xác cỡ nhỏ. Cá nhỏ sử dụng tảo, phiêu sinh động vật làm thức ăn; 

## Sinh sản
Cá thành thục từ một năm trở lên, mùa sinh sản bắt đầu từ tháng 4 đến 9 đối với các tỉnh miền Bắc và quanh năm đối với các tỉnh miền Nam. Vào mùa sinh sản, cá đực và cái cặp với nhau và tìm các lùm cây dưới nước để sinh sản.
Trứng cá đẻ ra sẽ dính vào các giá thể, cá bố mẹ canh giữ ổ trứng cho đến khi nở. Ở điều kiện nhiệt độ 26 - 300C, độ mặn 15 - 20‰, hàm lượng oxy hòa tan 4 – 5 mg/l, sau 96 - 120 giờ trứng sẽ nở, 3 ngày sau cá bột mới mở miệng và bắt đầu ăn thức ăn bên ngoài. 